# Aran (Ador)
|  | Per a altres significats, vegeu «Riu Aran (Índia)». |

Aran  (francès) o Harana (basc), també conegut com a Joyeuse, és un riu al País Basc, afluent de l'Ador.
El nom Aran ve del basc harana (vall). La pèrdua de la hac aspirada és típica de la gasconització. L'Aran neix al peu del mont Baigura a Heraitze (Heleta). Al Pirineu Atlàntic travessa les localitats d'Hélette, Mendionde, Lekuine, Ayherre, Hazparne, La Bastida de Clarença, Bardos i Urt. Travessa els cantons d'Iholdi, Hazparne,  Bidaishe, Sent Martin de Senhans i s'uneix a l'Ador a localitat de La Bastida de Clarença.